# Jelena de Belder-Kovačič
Jelena de Belder-Kovačič (n. 23 august 1925, Comuna Jasenovac, Sisak-Moslavina, cantonul Sisak-Moslavina, Croația – d. 31 august 2003, Krk⁠(d), Primorje-Gorski Kotar, Croația) a fost o botanistă și horticultoare slovenă-belgiancă, care a lucrat intens la taxonomia și conservarea exemplarelor de plante, obținând o reputație internațională pentru dezvoltarea arboretumului Kalmthout și Hemelrijk. Câteva soiuri de plante pe care le-a cultivat au fost recunoscute prin premii de Societatea Regală de Horticultură din Londra și a fost ridicată la statutul de Baroneasă de Albert al II-lea al Belgiei pentru contribuțiile sale în dendrologie.

## Tinerețe
Jelena Kovačič s-a născut pe 23 august 1925 în Jasenovac, Regatul Sârbilor, Croaților și Slovenilor, fiica lui Elza (născută Zorčič) și Andrej Kovačič. Părinții ei erau etnici slovaci și originari din Bizeljsko, municipiul Brežice. La nașterea ei, Andrej era angajat ca agronom la moșia Belje din regiunea Baranya, zonă ce este acum în Croația. A urmat școala elementară din Kneževo și a continuat să studieze la gimnaziile din Osijek și Ptuj. După terminarea studiilor secundare, Kovačič s-a înscris în 1947 la Universitatea din Zagreb. Absolventă în 1951, cu diplomă în agronomie, a lucrat un an la pepiniera orașului de la marginea Zagrebului, ca în 1953 să primească un permis greu de obținut de la Iugoslavia să studieze în străinătate. Anul 1953 l-a petrecut în Danemarca, studiind la pepiniera Petersen și a călătorit în Germania pentru a studia siturile horticole din Schleswig-Holstein. În anul următor, a ajuns la Zundert în Olanda pentru a studia la pepiniera Lombarts.
Auzind că au existat arbori istorici și rari de Stewartia pseudocamellia la vechea pepinieră Kort din Kalmthout, Kovačič a plecat cu bicicleta spre locul respectiv.  A descoperit că pepiniera, fondată în 1856, se închisese în 1930, dar fusese achiziționată în 1952 de un comerciant de diamante, Robert De Belder și fratele său Georges. Frații s-au arătat interesați de sit când vechea parcelă de copaci era în pericol de a fi defrișată pentru un proiect de locuințe. Au achiziționat parcela și au extins achiziția pentru a cuprinde aproximativ 30 de acri (12,5 hectare), încercând să protejeze cele mai semnificative soiuri de copaci. Frații au fondat, de asemenea, Societatea Internațională de Dendrologie (SID) la Kalmthout în 1952, pentru a promova prezervarea și conservarea plantelor lemnoase rare sau pe cale de dispariție. În timpul vizitei sale, Kovačič i-a sugerat lui Robert să încerce să-și înmulțească plantele de tip alunul vrăjitorilor prin butași, mai degrabă decât prin transplantare. Purtând același interes pentru plante, o poveste romantică s-a dezvoltat între Robert și Kovačič, care se vor căsători în următoarele trei luni , iar Kovačič se va stabili definitiv în Belgia.

## Carieră
Primul alun vrăjitor crescut din butași, de pe proprietate, care va deveni cunoscut sub numele de Arboretum Kalmthout, a înflorit în ianuarie 1955. Arbustul a dezvoltat flori portocalii intense, care reflectau soarele iarna. Robert a numit soiul, Hamamelis × intermedia Jelena și a participat în același an la o expoziție organizată la Londra de Societatea Regală de Horticultură. Arbustul a obținut un certificat de merit, conducând cuplul să proiecteze ceea ce va deveni una dintre cele mai cunoscute arborete din lume. În timp ce Robert lucra zi de zi la afacerile cu diamante din Anvers, ea s-a concentrat pe sortarea, etichetarea și identificarea plantelor din peisajul supra-încărcat.  Seara și când nu lucra, Robert lucrat alături de Georges pentru a săpa iazurile și a crea visti, în timp ce De Belder lucra pentru dezvoltarea plantelor pentru spațiile create.
În aprilie 1955, cuplul l-a invitat pe Jože Strgar (sl) la moșie să studieze, în timp ce De Belder a deschis calea pentru studiile sale cu alte pepiniere europene. În decurs de zece ani, arboretul a atins capacitatea iar cuplul a cumpărat o altă proprietate, mult mai mare, Hemelrijk din Essen, Belgia, care conținea 250 de acri (101.171 hectare). Călătorind pe scară largă cu Societatea Internațională de Dendrologie, cuplul a colectat exemplare și a creat o rețea de schimb internațională pentru semințe de plante și împărtășirea educațională. De asemenea, au creat o bibliotecă extinsă de cărți rare despre botanică și horticultură. Cunoscuți pentru politica lor deschisă de a invita studenții, precum și publicul larg să studieze la proprietățile lor, cuplul a găzduit mai mult de 350 de studenți, inclusiv un renumit botanist japonez, Mikinori Ogisu.
De Belder a început, de asemenea, reproducerea plantelor, concentrându-se pe Hamamelis, Hortensia și Rododendron și arbori din genurile Malus și Prunus. Cuplul a experimentat cu Hydrangea paniculata, creând culturi, inclusiv Brussels Lace, Burgundy Lace, Green Spire, Little Lamb, Pink Diamond, The Swan, Unique și „White Moth” , precum și Spreading Beauty din Hydrangea serrata.  În mod obișnuit, grădinile prezintă un singur alun vrăjitor, deoarece planta necesită un spațiu mare de creștere. De Belder a dezvoltat patruzeci de soiuri la Kalmthout. Unul dintre puieți, numit după fiica lor Diane, a primit Premiul pentru Meritul Grădinii în 1993 la Societatea Regală de Horticultură pentru culoarea roșie intensă.
În timpul unui declin economic determinat de criza petrolului, afacerea cu diamante a lui Robert a avut de suferit în anii 1980, iar cuplul a cedat arboretul provinciei Anvers. Ce doi s-au mutat la a doua lor moșie, la Hemelrijk, unde De Belder a continuat să înmulțească plante ornamentale. A fost autoarea unei cărți de bucate, Okus po cvetju: kulinarično popotovanje (Ljubljana: DZS, 1994 [Un gust pentru flori: o călătorie culinară])  și Viața începe în toamnă (1998).  De Belder a realizat o serie de documentare care au fost difuzate în Slovenia pe postul național de radio Radiotelevizija Slovenija . Acestea includeau List in cvet (Frunze și flori, 1994), Okus po cvetju (Gustul florilor, 1998) și Okus po plodovih (Gustul fructelor, 2003). După moartea lui Robert în 1995, De Belder a fost ridicată la statutul de Baroneasă de Albert al II-lea al Belgiei pentru contribuțiile sale în dendrologie.  În 1998, a ocupat funcția de vicepreședinte al Societății Regale de Horticultură.

## Moartea și moștenirea
De Belder a murit în timp ce era în vacanță pe insula Krk pe 31 august 2003. În 2011, la comemorarea a 20 de ani de la independența slovenă, guvernul din Slovenia a plantat un arbore de tei în Arboretum Kalmthout în onoarea lui De Belder.